# Emil Waas
Emil Waas (* 13. Juli 1919 in Wiesloch; † 27. November 1981 in Östringen) war ein deutscher Autor und Werbegrafiker. 

## Kriegsgefangenschaft
Während des Zweiten Weltkriegs war Emil Waas als Sanitätsoffizier an der Ostfront. Er geriet 1945 in sowjetische Kriegsgefangenschaft und kehrte erst 1950 in die badische Heimat zurück. In den knapp 5 Jahren Gefangenschaft schuf er fast 1000 Miniaturzeichnungen, die auch durch Mitgefangene aus den Lagern geschmuggelt wurden. Er malte auf kleinste Papierfetzen aus Zementsäcken, Zeitungen, Formularen, Landkarten oder Kalendern. Bei Mangel an Farb- oder Bleistiften trug er Farbe aus Blättern, Gras, Holzkohle, Ruß, Kartoffelschalen oder seinem Blut mit den Fingern, spitzen Hölzchen oder Grasbüscheln als Pinsel auf.
Das Britische Kriegsmuseum bezeichnete seinen Hinterlassenschaft aus dieser Zeit als die „größte Kriegsgefangenenkunstsammlung der Welt und der Geschichte der Menschheit“. Eine erste Ausstellung fand 2013 in Östringen statt. Ende 2016 werden seine Miniaturen in Trier ausgestellt und im Internet zugänglich gemacht.

## Werk
Waas arbeitete nach dem Krieg als Grafiker und betrieb eine Werbeagentur. Er veröffentlichte Bücher, die mit Beispielen den praktischen Umgang mit der deutschen Sprache und die dabei offenkundig werdende Missverständlichkeit von Begriffen thematisierten. Der Erfolg der Werke über Stilblüten führte zu mehreren Auflagen der Bücher. Dies ist auch auf der Wiedererkennung der eigenen Fehlerhaftigkeit beim Leser begründet. Als Pseudonym gebrauchter er elwa.
Er ist der Vater der Sprachwissenschaftlerin und teilweise Mitherausgeberin Margit Waas.

## Publikationen
- Es fängt damit an, dass am Ende der Punkt fehlt. Deutscher Taschenbuch Verlag (dtv), ISBN 3-423-00962-4
- Kuckucksuhr mit Wachtel. Reklame der Jahrhundertwende, von DTV Deutscher Taschenbuch Verlag, 1982
- Der große Stilblüten-Spaß. Unfreiwillig Komisches aus dem Blätter- und Schilderwald, Stalling, Oldenbg. 1985
- Erwarte Näheres unter vier Buchstaben: Kleinanzeigen u. Pressenotizen d. Jahrhundertwende, Hrsg., DTV. München 1976
- Spaß im Schilderwald. Herder Verlag, Freiburg 1975, ISBN 3-451-07525-3

Mitherausgeber
- Sehr geehrter Herr Firma!: Stilblüten aus amtlichen und privaten Schreiben von Emil Waas und Margit Waas, Deutscher Taschenbuch Verlag (dtv), 1976, ISBN 3-423-01160-2
- Überfahrt die Kinder nicht, wartet auf die Lehrer (Stilblüten aus amtlichen und privaten Schreiben), Margit Waas und Emil Waas (1980), ISBN 3-423-03936-1